# Galeopsis brevissimus
Galeopsis brevissimus är en mossdjursart som först beskrevs av Hayward 1981.  Galeopsis brevissimus ingår i släktet Galeopsis och familjen Celleporidae. Inga underarter finns listade i Catalogue of Life.